# デューク・カハナモク

デューク・カハナモクのサイン

デューク・カハナモク（Duke Paoa Kahinu Mokoe Hulikohola Kahanamoku, 1890年8月24日- 1968年1月22日）は、ハワイ出身の伝説的な水泳選手、サーファーである。オリンピック金メダル3個獲得。サーフィンのスポーツとしての普及に多大な貢献をした。

## 生涯

### 生い立ち
1890年8月24日、オアフ島に生まれる。純粋な先住ハワイ人である。デュークという名は父"Duke Halapu"から受け継いだものであり、これは1869年にハワイを訪問したイギリス王子のエディンバラ公爵アルフレッドに由来する。家族からはミドルネームの"パオア"と呼ばれていた。ワイキキで育った彼は幼少時よりアウトリガー・カヌーや水泳に親しみ、長じては誰もが認める「ウォーターマン」となる。母親は彼を「決して水を怖れず、可能な限り遠くにまで行ってごらんなさい」と言い聞かせて育てたと伝えられる。

### ビーチボーイ
高校を中退したデュークは、仲間達とともにワイキキ・ビーチを日がな一日うろついて、様々な雑用をこなし、日銭を得る「ビーチ・ボーイ」となる。この時に彼とともにビーチ・ボーイをしていた人々は、後に世界有数のアウトリガー・カヌー・クラブ「フイ・ナル」を結成する。この「フイ・ナル」はアウトリガー・カヌー競技の名門であるとともに、ナイノア・トンプソンを世に送り出した。

### オリンピックメダリスト
1911年、デュークはアマチュアの水泳競技会にて、自由形100ヤードで当時の世界記録を4.6秒も縮める驚異的な記録を叩き出し、注目を浴びる。同時に彼は220ヤードの世界記録も破り、50ヤードでは世界タイ記録を出した。しかも会場はホノルル港の海水である。
1912年、デュークは圧倒的な実力でオリンピック代表の座を手に入れる。この予選会では200メートル自由形で世界記録を更新し、挑んだ1912年ストックホルム五輪では100メートル自由形であっさり金メダル獲得。リレーでも銀メダル獲得に貢献した。
1920年のアントワープ五輪でも100メートル自由形を2連覇、800mリレー金メダル。1924年のパリ五輪100メートル自由形ではジョニー・ワイズミュラーに敗れ銀メダルに終わったものの、実弟のサミュエル・カハナモクが銅メダルを獲得し、改めてハワイのウォーターマンの実力を世界に知らしめることとなった。

### 引退後

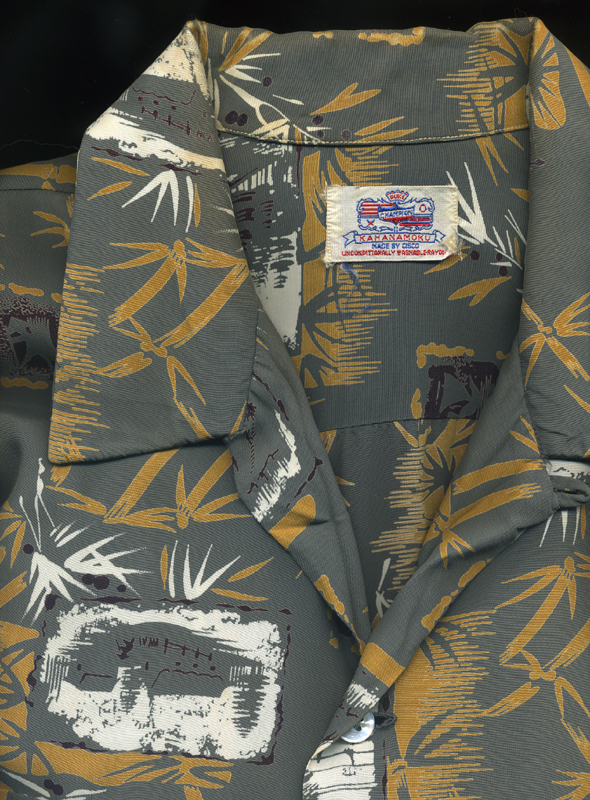
デューク・カハナモク 1950時代

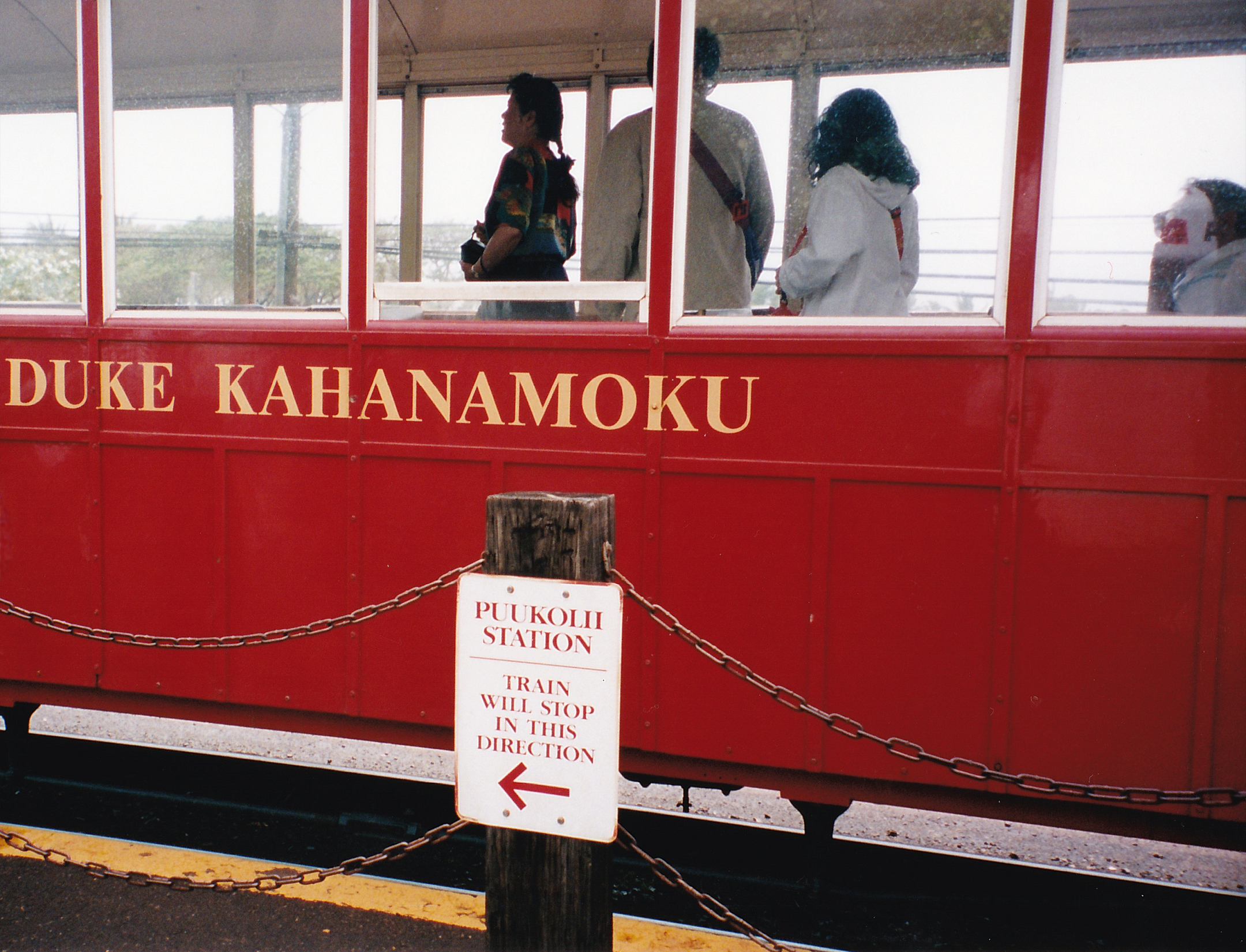
マウイ島 さとうきび列車 「デューク・カハナモクの名前が入った車両」 (1997年4月26日）

競技生活を引退した後は水泳とサーフィンの振興に力を注ぐとともに、ハリウッド映画にも数多く出演している。また、デュークを題材とした映画「ザ・ライド」も2003年に製作されている。2021年にはドキュメンタリー映画「Waterman」も製作された。1990年にはデュークの功績を称え、オアフ島のワイキキ・ビーチに等身大の銅像が設置された。
2015年8月24日には、デュークの生誕125周年を記念してGoogleのロゴマークにデュークの似顔絵が使用された。

## サーファーとしてのデューク
デュークは水泳選手として以上に、サーファーとして巨大な影響を後世に与えた人物である。彼の功績はまず、サーフィンというスポーツそのものが再評価されるきっかけとなったこと、そしてサーフィンをアメリカ社会に流行させたこと、さらに「デューク・カハナモク・インヴィテーショナル」大会のアイコンとしてサーフィンがプロ・スポーツとなるきっかけを与えたことの三つが大きい。言わば彼は近代サーフィンの父である。
サーファーとしてのデュークは現代のWCT(ワールドチャンピオンシップツアー)選手のようなトリッキーなサーフィンではなく、伝統的なハワイのサーフィンを好み、「パパ・ヌイ papa nui（大きな板）」と名付けられた巨大なロングボードを愛用していた。この「パパ・ヌイ」ロングボードは長さ4.8メートル、重さ52kgもあったという。材はハワイアン・コアである。

## 先住ハワイ人の文化英雄としてのデューク
デュークは、水泳競技での圧倒的な実力と、サーフィンという素晴らしいスポーツの魅力の伝播、そしてアウトリガーカヌー競技の名門「フイ・ナル」の創設という方法で、ハワイの海洋文化の偉大さを世界に知らしめた。その影響力は大きく、デュークに続く先住ハワイ人の文化英雄となったエディ・アイカウも、彼の名を冠した当時世界最高のサーフィンの競技会に勝利することをその生涯の目標としていたとされる。
「フイ・ナル」がナイノア・トンプソンを生み、またエディとの邂逅がウェイン・バーソロミューをしてプロ・スポーツとしてのサーフィンの確立に向かわせたことを考えると、その功績は計り知れないものがある。